# Franciszek Toboła
Franciszek Toboła (ur. 19 marca 1897 w Kąkolewie, zm. 9 czerwca 1962 w Częstochowie) – polski działacz polityczny i urzędnik samorządowy, żołnierz Wojska Polskiego, powstaniec śląski i wielkopolski, więzień obozów koncentracyjnych, burmistrz Mikstatu (1929–1939) i prezydent Piły (1945–1947).

## Życiorys
Syn Antoniego (wójta i rolnika) oraz Marii z domu Prałat, miał dziewięcioro rodzeństwa. Wnuk powstańca styczniowego Bartłomieja urodzonego w Nowogródku. Ukończył szkołę powszechną w Kąkolewie, następnie uczył się zaocznie, a maturę zdał w 1920 w Krotoszynie. Dorabiał jako robotnik budowlany, kolejowy i górnik. W 1917 powołany do 56 pułku Artylerii Polowej w Lesznie, walczył na froncie zachodnim I wojny światowej. Po odniesieniu ran w bitwie pod Verdun w maju 1918 spędził kilka miesięcy w szpitalu, skąd zbiegł do Kąkolewa. Zajmował się przemytem broni dla oddziałów walczących w powstaniu wielkopolskim. Po dekonspiracji został uwięziony w więzieniach w Lesznie i Głogowie, a następnie od lutego do marca 1919 w obozie pracy Grünthel koło Żagania, skąd zbiegł. Pomimo ran wziął udział w walkach powstańczych w okolicach Osiecznej, dochodząc do stopnia kaprala.
Po zakończeniu walk został oficerem Państwowej Komisji Uzupełnień w Krotoszynie, przejściowo kierował biurem ewidencji wojskowej w Gostyniu. W 1921 zgłosił się do organizacji III powstania śląskiego (używał pseudonimów „Tobołowicz”, „Franciszek”, „Beczkiewicz”). Pracując w komendach w Grodźcu i Ogrodzieńcu zajmował się przygotowaniem wystąpień w powiatach pszczyńskim, rybnickim, tarnogórskim i lublinieckim, po wybuchu walk był oficerem łącznikowym w Głównej Komendzie Wojsk Powstańczych w Szopienicach. Po zakończeniu powstania pełnił funkcję komendanta miasta Lubliniec i komendanta WKR w powiatach tarnogórskim i lublinieckim. W sierpniu 1921 zakończył służbę wojskową w stopniu sierżanta, jednocześnie mianowany urzędnikiem Wydziału Spraw Wewnętrznych Starostwa Powiatowego w Ostrzeszowie. W latach 1925–1930 odbył zaoczne studia z administracji na Uniwersytecie Poznańskim, ukończył także kursy urzędnicze i z księgowości. Od 29 listopada 1929 do grudnia 1939 pozostawał burmistrzem Mikstatu, który w tym czasie przeszedł poważne inwestycje infrastrukturalne.
Po wybuchu II wojny światowej zbiegł do Warszawy i następnie Ostrzeszowa, uzyskując zezwolenie Niemców na pełnienie funkcji burmistrza Mikstatu. Od stycznia 1940 kierownik biura „Stadtvervaltung Mixstadt” (zarządu miasta), w 1942 przeniesiony na stanowisko robotnika cmentarnego po odmowie podpisania volkslisty. Od lutego 1940 działał w konspiracji, legalizując dokumenty dla Tajnej Organizacji Wojskowej i Związku Walki Zbrojnej. Aresztowany w lipcu 1942 przy przewozie tajnych dokumentów, zagrożony karą śmierci i po wstawiennictwie byłych przełożonych skazany na więzienie. Był przetrzymywany w Forcie VII w Poznaniu (KL Posen), więzieniach w Kaliszu i Wrocławiu, a następnie w obozach koncentracyjnych Groß-Rosen (1942–1944) i Buchenwald (1944–1945), w międzyczasie odsyłany do podobozów w kopalni soli potasu Bad Salzungen II i we Flößbergu (część Frohburga). W kwietniu 1945 uwolniony przez wojska amerykańskie w trakcie marszu śmierci do KL Dachau, gdzie miał być stracony, następnie trafił do szpitala.
W lipcu 1945 powrócił do Polski, zostając kierownikiem wydziału kultury starostwa powiatowego w Ostrowie Wielkopolskim. Otrzymał propozycje objęcia stanowiska prezydenta Wrocławia, Gorzowa Wielkopolskiego lub Piły od ministra Ziem Zachodnich. Pod koniec września 1945 objął obowiązki wiceburmistrza Piły (z prawem używania tytułu prezydenta), oficjalnie prezydentem Piły został pod koniec października 1945, a rozpoczął ich pełnienie 1 listopada. Należał do Polskiej Partii Socjalistycznej. Zajmował stanowisko do 31 maja 1947, utracił je wskutek intryg Polskiej Partii Robotniczej. W marcu 1947 przebywał w areszcie domowym, następnie aresztowany przez Urząd Bezpieczeństwa pod fałszywym oskarżeniem defraudacji trafił bez wyroku na dwa lata do obozu pracy w Mielęcinie.
W lutym 1949 wyszedł z obozu i został uwolniony od zarzutów. Zmuszony do zmiany miejsca zatrudnienia pracował kolejno w Państwowym Przedsiębiorstwie Budowlanym w Pile, betoniarni w Pile, jako dyrektor żwirowni w Dolaszewie i wicedyrektor Zakładów Szklarskich „Ujście”. W 1951 przeniósł się do Częstochowy, gdzie został Huty im. B. Bieruta i awansował do stanowisk kierowniczych w działach organizacji i administracji gospodarczej. Po interwencji działaczy PZPR z Piły pozbawiony zatrudnienia, jednak na skutek wstawiennictwa byłych powstańców śląskich przywrócony do pracy, a w 1956 zrehabilitowany przez Komitet Centralny PZPR. Od 1948 członek Polskiego Związku Byłych Więźniów Politycznych Hitlerowskich Więzień i Obozów Koncentracyjnych, a od 1952 Związku Zawodowego Hutników w Polsce. W 1958 przeszedł na rentę inwalidzką ze względu na stan zdrowia. Zmarł na zawał serca.

## Życie prywatne
Od 1923 był żonaty z Heleną Kurzawską (zm. 1945), uczestniczką tajnego nauczania podczas II wojny światowej. Miał z nią synów Bogdana (1924–2003), Jana (1925–1990) i Stanisława (1927–2009) oraz córkę Jadwigę (1930–2016). W 1946 poślubił Haliną Gruszewską z domu Mrożek, nie mieli razem dzieci. Został pochowany wraz z pierwszą żoną na cmentarzu parafialnym w Ostrzeszowie, jego grób oznaczono w 2023 znakiem pamięci „Tobie Polsko”.

## Odznaczenia i upamiętnienie
Odznaczony m.in. Krzyżem na Śląskiej Wstędze Waleczności i Zasługi, Medalem Pamiątkowym za Wojnę 1918–1921, Brązowym Medalem „Za Długoletnia Służbę”  i Odznaką Pamiątkową Wojsk Wielkopolskich (patent z 1921), zaś po 1945 Wielkopolskim Krzyżem Powstańczym (1957), Śląskim Krzyżem Powstańczym (1958) oraz Medalem „Zwycięstwa i Wolności 1945”. W 2022 otrzymał pośmiertnie Krzyż Kawalerski Orderu Odrodzenia Polski oraz otrzymał stopień podporucznika. Jego imieniem nazwano rondo w Pile i ulicę w Mikstacie, poświęcono mu także tablice pamiątkowe.